# Сретенский, Леонид Николаевич
Леони́д Никола́евич Сретенский (14 [27] февраля 1902, Москва — 8 августа 1973, Москва, РСФСР, СССР) — советский механик и математик, член-корреспондент АН СССР. Педагог высшей школы.
Известен своим вкладом в различные области науки — теоретическая механика, гидромеханика, газовая динамика, теория волновых движений. Специализировался в изучении волновых явлений в гидроаэромеханике и геофизике, полученные им результаты нашли свои практические приложения. Популяризатор науки, автор статей для энциклопедических изданий. Участник издания трудов классиков науки — Н. Е. Жуковского, Н. Н. Лузина, А. М. Ляпунова, С. А. Чаплыгина.

## Биография
Родился 14 (27) февраля 1902 года в Москве.
Получив среднее образование в реальном училище, в 1919 году поступил на физико-математический факультет Московского университета, который окончил в 1923 году. В 1925 году поступил в аспирантуру НИИ математики и механики к научным руководителям Д. Ф. Егорову и С. А. Чаплыгину и в 1929 году защитил кандидатскую диссертацию на тему «Уравнения Вольтерра в плоскости комплексного переменного».
С 1923 года — старший ассистент кафедры теоретической механики Московского химико-технологического института, затем с 1930 года по 1934 год — доцент кафедры математики Гидрометеорологического института (до 1944 года находившегося в Москве), с 1931 года по 1941 год — старший инженер теоретического отдела Аэрогидродинамического института, а с 1934 года по 1973 год — профессор кафедры гидродинамики (позже она стала называться кафедрой гидромеханики) мехмата МГУ.
В 1936 году без защиты диссертации получил докторскую степень по физико-математическим наукам, а в 1939 году был избран членом-корреспондентом АН СССР по отделению технических наук, одновременно с ним стал академиком профессор этой же кафедры Н. Е. Кочин.
Наряду с преподавательской деятельностью занимался научно-организаторской работой: старший научный сотрудник Института теоретической геофизики АН СССР (1941—1945); заведующий лабораторией теории волн и течений Морского гидрофизического института АН СССР (1951—1963).
В 1953 году стал вице-президентом Московского математического общества. Вошёл в Первоначальный состав Национального комитета СССР по теоретической и прикладной механике (1956).
Под руководством Л. Н. Сретенского защищено более 50 кандидатских диссертаций, многие его ученики затем получили докторские степени.

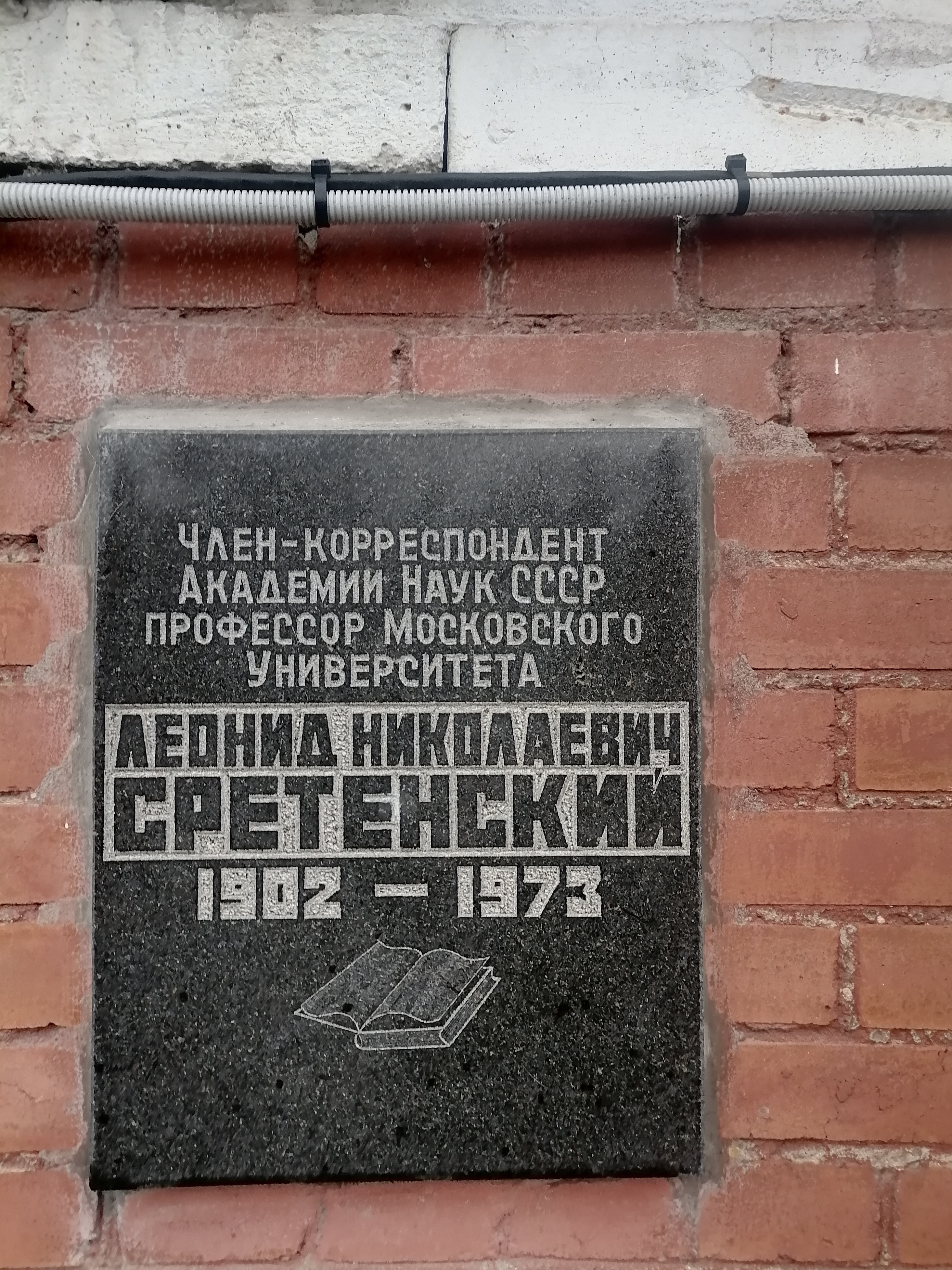
Захоронение Л. Н. Сретенского в колумбарии Новодевичьего кладбища

Скончался в Москве 8 августа 1973 года от сердечной недостаточности. Похоронен в колумбарии Новодевичьего кладбища (открытый колумбарий 125, ряд 3, ячейка 1).

## Научные интересы
Первые работы Л. Н. Сретенского были посвящены дифференциальной геометрии. Но основные научные результаты получены им в теории волновых движений жидкости: разрешение различных вопросов теории приливных волн, волн конечной амплитуды, корабельных волн, колебаний жидкости в сосудах. В этих областях он был одним из крупнейших специалистов своего времени.
В 1938 году выполнил подробный разбор результатов, полученных в исследованиях фигур равновесия, составивший обзор, опубликованный в «Успехах математических наук». В этой области получил собственные оригинальные результаты в развитие идеи А. М. Ляпунова о медленно вращающейся массе неоднородной жидкой среды (сфероиде Лапласа) и обратной задаче теории ньютоновского потенциала — о восстановлении формы поверхности тяготеющей массы. Провёл исследование возмущений политропных газовых шаров Эмдена-Лайна и, полемизируя с А. Б. Северным, сделал иные выводы об устойчивости. Ведя исследования по линейной акустике, установил асимптотику потенциала скорости на удалении от источника в изотермической атмосфере при учёте силы тяжести, а также асимптотику акустического поля, задаваемого вращающимся диполем с периодически изменяющимся моментом.
Заинтересовавшись теорией волн на поверхности воды при подготовке статьи для «Энциклопедии теоретической механики», Л. Н. Сретенский разработал оригинальную теорию движения судна Мичелла (узость которого позволяет снести граничные условия в этой задаче на вертикальную плоскость) в канале конечной ширины, волновое сопротивление судна было представлено бесконечным рядом, при увеличении ширины канала дающего формулу Мичелла. Указал возможность использования формулы Ламба для волнового сопротивления импульса давлений при изучении глиссирования, вывел интегро-дифференциальное уравнение для плотности распределения импульсов по поверхности пластины (сходное с уравнением Прандтля, описывающее распределение циркуляции в теории крыла конечного размаха) и формальный ряд Фурье, в пренебрежении брызговой струёй на передней кромке пластины при глиссеровании. Кроме того, не была учтена дополнительная константа (вычисляемая по дополнительным условиям) — следствие дифференциального способа вывода уравнения.
Развивая в дальнейшем полученные в нелинейной задачи глиссирования результаты, Сретенский получил решение своего уравнения, взяв 19 членов (!) в ряде Фурье в диапазоне конечных чисел Фруда, учёл сингулярный член, подсказанный работами Л. И. Седова в этой области, и определил дополнительную константу, что дало исчерпывающее решение задачи не только для больших, а для всех чисел Фруда.
Переработав соответствующую главу монографии Ламба и ряд исследований упомянутых там авторов в области лунных и солнечных приливов в водоемах различного устройства, теорию приливов Лапласа на вращающейся сфере с тонким слоем воды, написал собственную главу о динамической теории приливов для своей монографии «Теория волновых движений жидкости», вышедшей в свет в 1936 году.
Получил оригинальные решения в задачах о плавающем поплавке, о пульсирующем под поверхностью воды источнике, образовании волн на поверхности воды при истечения жидкости из донного отверстия, о возбуждаемых кораблем Мичелла при круговом движении волнах, о дифракции волн Коши-Пуассона на твердых поверхностях, о возбуждаемых источником в бассейне с наклонным дном поверхностных волнах и др.. Эти результаты были собраны в вышедшей в 1977 году монографии Сретенского о волнах на воде, включившую также большинство классических результатов в этой области.
Исследуя задачу о течении от сосредоточенного источника на поверхности воды в трехмерном случае (с учётом возникновения корабельных волн на поверхности и внутренних волн на промежуточной границе), Сретенский смог доказать существование максимума амплитуды внутренних волн в случае определённой докритической скорости движения источника и отсутствие волнового сопротивления при сверхкритической скорости. Эти результаты в 1959 году были использованы им для вычисления волнового сопротивления и строгого доказательства эффекта «мертвой воды» для корабля, движущегося по поверхности жидкости двухслойной структуры.
В 1950-е годы Сретенским был выполнен большой цикл работ по исследованию упругих волн в упругом полупространстве при следовании по граничной плоскости системы нормальных давлений при возбуждении либо поверхностными волнами (например, цунами), либо приливными волнами.
Во многих своих работах (в частности, в задачах о газовых струях) Сретенский использовал метод, развитый Пуанкаре для упрощения результатов решения задач математической физики по методу Фурье. Рассмотрел некоторые задачи, уже решенные ранее для несжимаемой среды Н. Е. Жуковским и С. А. Чаплыгиным (о сужении струи насадком, о натекании потока на пластину с образованием застойной области впереди и сзади неё, об истечении струи из сосуда с параллельными стенками и насадком) и получил в них новые результаты.
Исследование Сретенским частных случаев задач Горячева-Чаплыгина и Чаплыгина-Аппельрота о движении гироскопов, в которых можно дать более детальное математическое описание движения, привело к решению задачи о движении трёх точек по вращающимся орбитам, показавшему, что эти точки будут сохранять конфигурацию Лагранжа-Лапласа на вращающейся плоскости при добавлении к силам всемирного тяготения сил взаимодействия, убывающих обратно пропорционально величине расстояния, взятой в третьей степени.
Провёл систематизацию знаний и выделение основных работ в теории приливов. Получил оригинальные результаты в исследовании кольцевых волн на поверхности вращающейся жидкости; собственных колебаний и приливов на шаре, покрытом водой частично (с участками суши круговой формы), приливов в бассейнах, приливных волн на шаре с двумя поверхностными разноплотностными слоями жидкости (сведя этот случай к однослойной жидкости (случай Хафа) с демонстрацией возможности новых резонансных глубин). Сумел довести до конца громоздкие расчеты по составлению котидальных карт для приливов в полярном бассейне. Переработал результаты Голдсброу, Кельвина, Праудмена, Пуанкаре, Джеффри Тейлора об отражении волн Кельвина в каналах различной ширины, Хафа, Эйри и других, дав им свою интерпретацию. Последним стало исследование Л. Н. Сретенского о длинных волнах во вращающемся бассейне со ступенчатым дном, возбуждаемых системой периодических нормальных давлений, прикладываемых в полосе параллельно ступеньке.
Выполненное Сретенским обобщение работы А. И. Некрасова о диффузии круглого вихря на случай диффузии вихревой пары считается дискуссионным в силу искусственности использованных им предположений, однако поражает изяществом применённого перехода в криволинейную систему координат, сведения задачи к уравнению Матье и использования метода непрерывных дробей…

## Оценки коллег
…никогда не позволял себе высказать больше, чем дают выведенные им формулы. Н. Р. Сибгатуллин.

## Награды
- 2 ордена Ленина (1953; 1972)
- орден Трудового Красного Знамени (10.06.1945)
- медали